# Muzy
Muzy est une commune française située dans le département de l'Eure, en région Normandie.

## Géographie

### Localisation
| Mesnil-sur-l'Estrée            | Louye                | Saint-Georges-Motel      |
| Mesnil-sur-l'Estrée            | Muzy                 | Montreuil (Eure-et-Loir) |
| Vert-en-Drouais (Eure-et-Loir) | Dreux (Eure-et-Loir) | Dreux (Eure-et-Loir)     |

Il existe en réalité trois Muzy imbriqués les uns dans les autres :
- la commune de Muzy, dans l'Eure, qui reprend le territoire de l'ancienne seigneurie de Muzy-en-Normandie et qui regroupe sept hameaux : le Vieil Estrée, Bourg-l'Abbé, l'Estrée, Tizon, le Verger, Aulnay, Pont-Charrier et ... Muzy ;
- le hameau de Muzy, situé sur la rive nord de l'Avre, donc en Normandie, dans le département de l'Eure ;
- le hameau de Muzy, naguère appelé « Muzy-en-France » et situé sur la rive sud de l'Avre, en Eure-et-Loir.

### Hydrographie
La commune est située dans le bassin Seine-Normandie. Elle est drainée par l'Avre et divers autres petits cours d'eau,.
L'Avre, d'une longueur de 80 km, prend sa source dans la commune de Tourouvre au Perche et se jette  dans l'Eure en limite de Montreuil et de Saint-Georges-Motel, après avoir traversé 29 communes.Les caractéristiques hydrologiques de l'Avre sont données par la station hydrologique située sur la commune de Muzy. Le débit moyen mensuel est de 3,52 m3/s. Le débit moyen journalier maximum est de 30,2 m3/s, atteint lors de la crue du 23 mars 2001. Le débit instantané maximal est quant à lui de 31 m3/s, atteint le même jour.

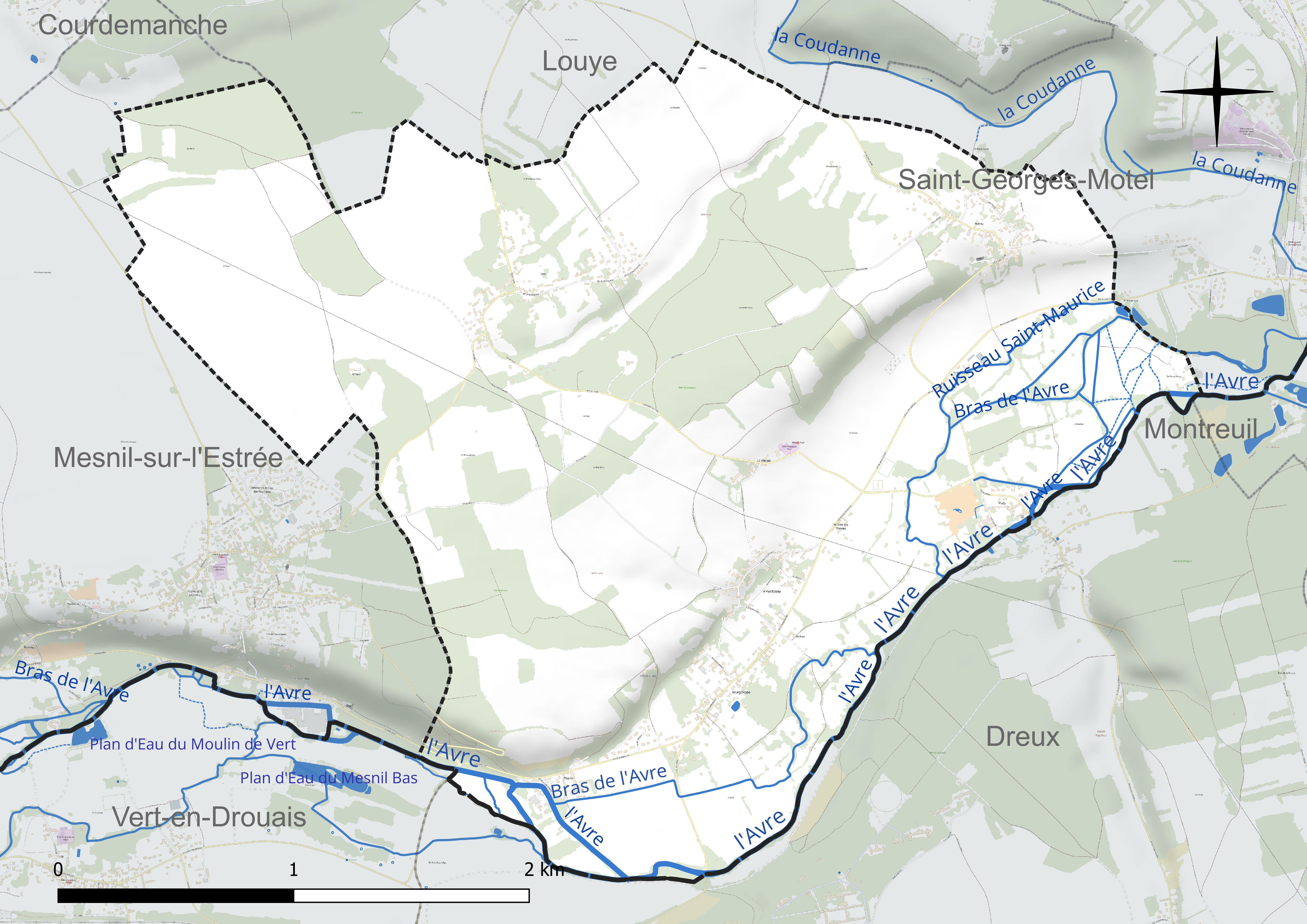
Réseau hydrographique de Muzy.

### Climat
Pour des articles plus généraux, voir Climat de la Normandie et Climat de l'Eure.
En 2010, le climat de la commune est de type climat océanique dégradé des plaines du Centre et du Nord, selon une étude du CNRS s'appuyant sur une série de données couvrant la période 1971-2000. En 2020, Météo-France publie une typologie des climats de la France métropolitaine dans laquelle la commune est exposée à un climat océanique et est dans la région climatique  Sud-ouest du bassin Parisien, caractérisée par une faible pluviométrie, notamment au printemps (120 à 150 mm) et un hiver froid (3,5 °C). Parallèlement le GIEC normand, un groupe régional d’experts sur le climat, différencie quant à lui, dans une étude de 2020, trois grands types de climats pour la région Normandie, nuancés à une échelle plus fine par les facteurs géographiques locaux. La commune est, selon ce zonage, exposée à un « climat des plateaux abrités », correspondant aux plaines agricoles de l’Eure, avec une pluviométrie beaucoup plus faible que dans la plaine de Caen en raison du double effet d’abri provoqué par les collines du Bocage normand et par celles qui s’étendent sur un axe du Pays d'Auge au Perche.
Pour la période 1971-2000, la température annuelle moyenne est de 10,7 °C, avec  une amplitude thermique annuelle de 14,2 °C. Le cumul annuel moyen de précipitations est de 619 mm, avec 10,5 jours de précipitations en janvier et 7,9 jours en juillet. Pour la période 1991-2020, la température moyenne annuelle observée sur la station météorologique la plus proche, située sur la commune de Bû à 12 km à vol d'oiseau, est de 11,4 °C et le cumul annuel moyen de précipitations est de 633,2 mm,. Pour l'avenir, les paramètres climatiques de la commune estimés pour 2050 selon différents scénarios d’émission de gaz à effet de serre sont consultables sur un site dédié publié par Météo-France en novembre 2022.

## Urbanisme

### Typologie
Au 1er janvier 2024, Muzy est catégorisée commune rurale à habitat dispersé, selon la nouvelle grille communale de densité à 7 niveaux définie par l'Insee en 2022.
Elle est située hors unité urbaine. Par ailleurs la commune fait partie de l'aire d'attraction de Paris, dont elle est une commune de la couronne,.

### Occupation des sols
L'occupation des sols de la commune, telle qu'elle ressort de la base de données européenne d’occupation biophysique des sols Corine Land Cover (CLC), est marquée par l'importance des territoires agricoles (74 % en 2018), en diminution par rapport à 1990 (76,7 %). La répartition détaillée en 2018 est la suivante : 
terres arables (55,1 %), forêts (19,6 %), prairies (15 %), zones urbanisées (6,4 %), zones agricoles hétérogènes (3,9 %). L'évolution de l’occupation des sols de la commune et de ses infrastructures peut être observée sur les différentes représentations cartographiques du territoire : la carte de Cassini (XVIIIe siècle), la carte d'état-major (1820-1866) et les cartes ou photos aériennes de l'IGN pour la période actuelle (1950 à aujourd'hui).

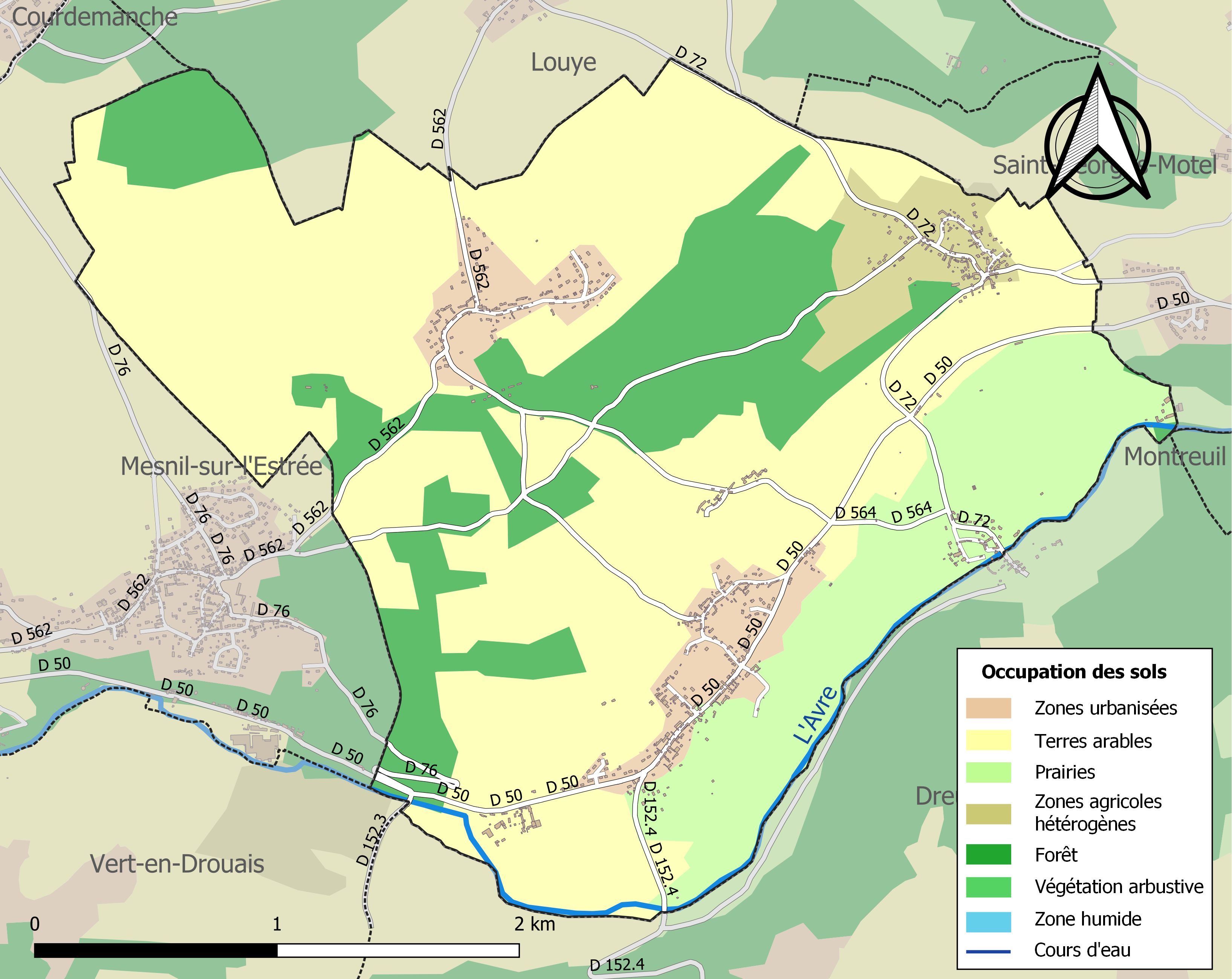
Carte des infrastructures et de l'occupation des sols de la commune en 2018 (CLC).

## Toponymie
Le nom de la localité est attesté sous la forme Museum en 1144 (charte de Geoffroy, évêque de Chartres), Musi vers 1160 (bulle d’Alexandre III), Museium en 1163 (charte de Rotrou, évêque d'Évreux), Musiacum en 1239 (cartulaire de l'Estrée), Musyacum en 1277 (charte de Philippe le Hardi), Musy ou Mussy en 1452.

## Histoire
L'histoire de Muzy remonte à l'an 1100, à l'époque où Rahier du Donjon épouse Berthe de Lèves et reçoit en dot le fief de Muzy et de Louye. Rahier, qui prend alors le nom de Muzy, fonde successivement l'église (vers 1100), le prieuré qui lui est mitoyen (1128) qu'il place sous la dépendance de l'abbaye bénédictine Notre-Dame de Coulombs et, en 1144, l'abbaye Notre-Dame de l'Estrée, de l'ordre de Cîteaux.
Muzy est placée en bordure de l'Avre qui constituait à l'époque la frontière entre le duché de Normandie et le royaume de France.

## Politique et administration

### Les seigneurs de Muzy (1100 à 1790)
1100 à 1145 : Rahier Ier de Muzy
1145 à 1155 : Geoffroy de Muzy
1155 à 1200 : Rahier II de Muzy
1200 à 1255 : Jean Ier de Muzy
1255 à 1275 : Robert de Muzy
1275 à 1306 : Jean II de Muzy
1306 à 1331 : Robert de Tournebu
1331 à 1335 : Guy de Tournebu
1335 à 1340 : Nicolas Ier Behuchet
1340 à 1420 : Nicolas II Behuchet
1420 à 1461 : Perrette Behuchet
1461 à 1489 : Michel de Lagrée
1489 à 1508 : Gauvain III de Dreux
1508 à 1521 : Jacques de Dreux
1521 à 1540 : Nicolas de Dreux
1540 à 1550 : Charlotte de Dreux
1550 à 1588 : Jean de Moüy
1588 à 1590 : Jacques de Moüy
1590 à 1610 : Françoise de Moüy
1610 à 1615 : Henri Anquetil
1615 à 1633 : Françoise Anquetil
1633 à 1661 : Félix Le Conte de Nonant
1661 à 1666 : Louis-Jacques Le Conte de Nonant
1666 à 1687 : Jean-François Le Conte de Nonant
1687 à 1710 : Alexandre de Guenet
1710 à 1740 : François Paul Alexandre de Guenet de Louye
1740 à 1753 : Henri François Adjutor de Guenet
1753 à 1780 : Henri Alexandre de Guenet
1780 à 1790 : Jean-Marie d'Arjuzon

### Les maires de Muzy (depuis 1790)
| Période                                  | Période  | Identité                     | Étiquette | Qualité                |
| ---------------------------------------- | -------- | ---------------------------- | --------- | ---------------------- |
| 1790                                     | …        | Abbé Jean-Claude Leboucq     |           |                        |
| 1791                                     | 1792     | Antoine Lemaire              |           |                        |
| 1794                                     | 1805     | Pierre Lemaire               |           |                        |
| Les données manquantes sont à compléter. |          |                              |           |                        |
| ca 1825                                  | ca 1830  | Gallais                      |           | signataire du cadastre |
| Les données manquantes sont à compléter. |          |                              |           |                        |
| ...                                      | 1852     | Marcel Maugard               |           |                        |
| 1852                                     | 1860     | Charles-Pierre Dubaux        |           |                        |
| 1860                                     | 1865     | Jean-Baptiste Désiré Lemaire |           |                        |
| 1865                                     | 1871     | Eugène-Intime Vigneron       |           |                        |
| 1871                                     | 1876     | Georges Lefèvre              |           |                        |
| 1876                                     | 1896     | Louis Manet                  |           |                        |
| 1896                                     | 1900     | Firmin Godeau                |           |                        |
| 1900                                     | 1903     | Ernest Huet                  |           |                        |
| 1903                                     | 1908     | Louis Manet                  |           |                        |
| 1908                                     | 1919     | Jules Baudran                |           |                        |
| 1919                                     | 1929     | Alphonse Lepeinteur          |           |                        |
| 1929                                     | 1931     | Albert Hurel                 |           |                        |
| 1931                                     | 1933     | Albert Brouet                |           |                        |
| 1933                                     | 1935     | Eugène Lesière               |           |                        |
| 1935                                     | 1945     | Georges Manet                |           |                        |
| 1945                                     | 1947     | Georges Vivier               |           |                        |
| 1947                                     | 1953     | Georges Manet                |           |                        |
| 1953                                     | 1961     | Albert Brouet                |           |                        |
| 1961                                     | 1975     | Pierre Philippeaux           |           |                        |
| 1975                                     | 1977     | Roger Batrel                 |           |                        |
| 1977                                     | 2001     | Bernard Pelluard             | MD        | Cadre                  |
| 2001                                     | 2020     | Sylvain Fleury               | DVD       | Employé                |
| 2020                                     | En cours | Emmanuelle Tremel            |           |                        |
| Les données manquantes sont à compléter. |          |                              |           |                        |

## Démographie
L'évolution du nombre d'habitants est connue à travers les recensements de la population effectués dans la commune depuis 1793. Pour les communes de moins de 10 000 habitants, une enquête de recensement portant sur toute la population est réalisée tous les cinq ans, les populations de référence des années intermédiaires étant quant à elles estimées par interpolation ou extrapolation. Pour la commune, le premier recensement exhaustif entrant dans le cadre du nouveau dispositif a été réalisé en 2004.

En 2022, la commune comptait 780 habitants, en évolution de −4,99 % par rapport à 2016 (Eure : −0,25 %, France hors Mayotte : +2,11 %).
| 1793 | 1800 | 1806 | 1821 | 1831 | 1836 | 1841 | 1846 | 1851 |
| ---- | ---- | ---- | ---- | ---- | ---- | ---- | ---- | ---- |
| 609  | 643  | 560  | 545  | 569  | 560  | 550  | 544  | 564  |

| 1856 | 1861 | 1866 | 1872 | 1876 | 1881 | 1886 | 1891 | 1896 |
| ---- | ---- | ---- | ---- | ---- | ---- | ---- | ---- | ---- |
| 526  | 516  | 541  | 519  | 504  | 500  | 469  | 440  | 438  |

| 1901 | 1906 | 1911 | 1921 | 1926 | 1931 | 1936 | 1946 | 1954 |
| ---- | ---- | ---- | ---- | ---- | ---- | ---- | ---- | ---- |
| 393  | 412  | 391  | 373  | 412  | 380  | 370  | 392  | 383  |

| 1962 | 1968 | 1975 | 1982 | 1990 | 1999 | 2004 | 2006 | 2009 |
| ---- | ---- | ---- | ---- | ---- | ---- | ---- | ---- | ---- |
| 364  | 373  | 437  | 510  | 632  | 694  | 801  | 827  | 799  |

| 2014 | 2019 | 2022 | - | - | - | - | - | - |
| ---- | ---- | ---- | - | - | - | - | - | - |
| 831  | 772  | 780  | - | - | - | - | - | - |

## Culture locale et patrimoine

### Lieux et monuments

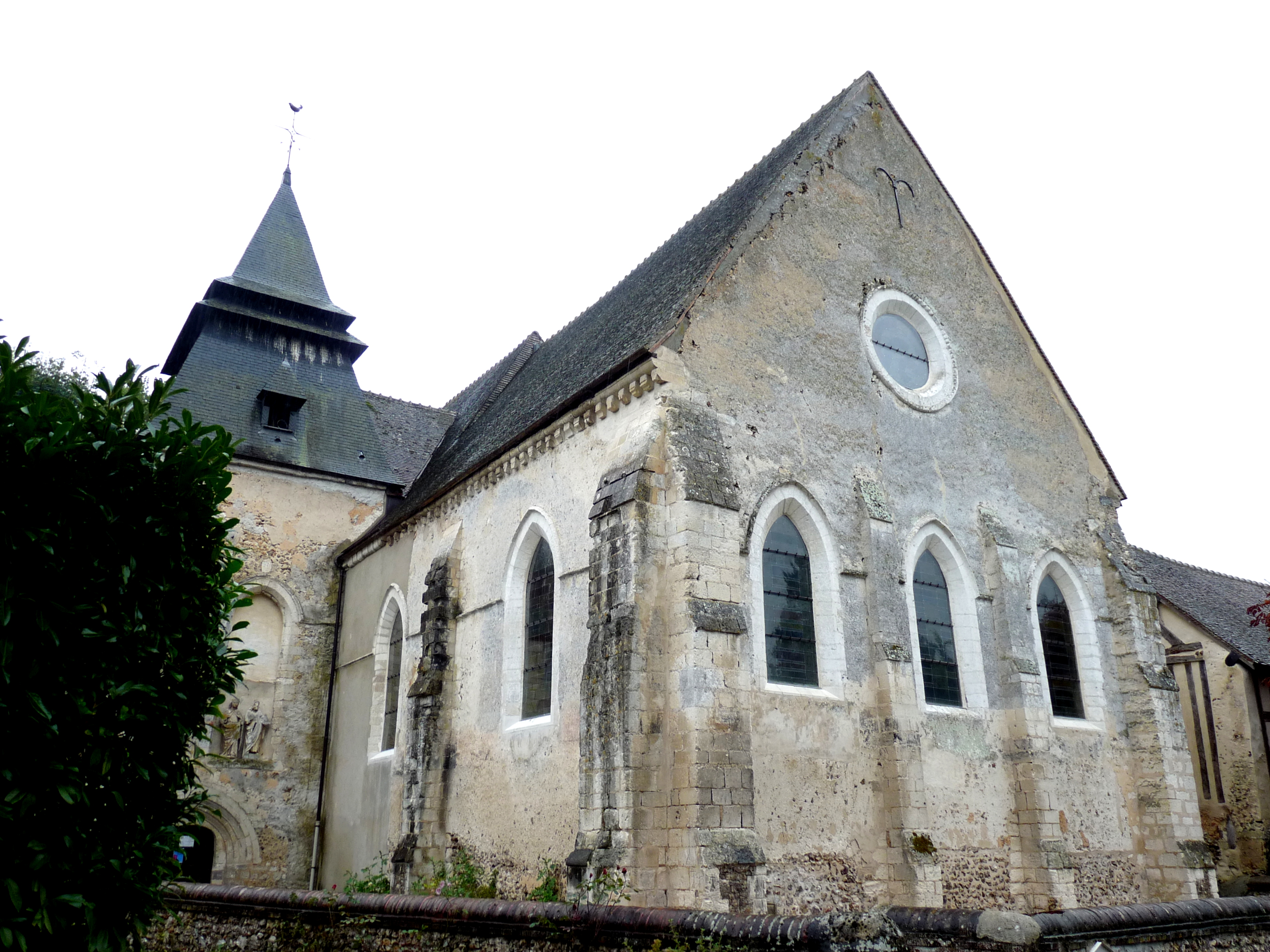
Église Saint-Jean-Baptiste -.

- Abbaye Notre-Dame de l'Estrée : vestiges, en bordure de l'Avre au lieu-dit l'Estrée, de l'abbaye royale cistercienne édifiée au milieu du XIIe siècle et démolie après la Révolution.

- Église Saint-Jean-Baptiste, inscrite au titre des Monuments historiques le 15 décembre 2005[22]. Un prieuré tombe en commende puis disparaît au XVIIIe siècle. Seule subsiste l'ancienne église priorale. L'édifice est consolidé au cours du XIXe siècle, puis endommagé en 1944.
L'église présente un plan rectangulaire. Le clocher est arasé en 1959. Construit en maçonnerie de calcaire et silex liés au mortier, l'édifice est percé de baies ogivales et épaulé par des contreforts plats.
L'intérieur présente un volume unique à voûte lambrissée. En 1963, des peintures murales sont découvertes dans la nef, attribuables au XIVe siècle.

### Personnalités liées à la commune
- Firmin Didot, industriel du papier, possède une rue à son nom ; le site du moulin des Forges abrita l'école d'apprentissage de son imprimerie.

### Héraldique
| Blason de Muzy | Blason  | D'azur au chevron d'or accompagné de trois dauphins d'argent, ceux en chef adossés et celui en pointe contourné.                |
| Blason de Muzy | Détails | Armes de la famille de Guenet, dont sont issus les derniers seigneurs du lieu. Le statut officiel du blason reste à déterminer. |
| Blason de Muzy | Alias   | D'azur au chevron d'or. |